# 보리밭을 흔드는 바람
《보리밭을 흔드는 바람》(영어: The Wind That Shakes the Barley)은 2006년 개봉된 영화이다.

## 줄거리
아일랜드의 젊은 의사 데이미언은 런던으로 가서 병원을 개업하려고 한다. 그의 형 테디는 IRA의 한 지역구 지휘자를 맡고 있는 인물이다. 데이미언은 영국으로 가기 전 그들의 친구와 아일랜드의 전통 경기인 헐링을 즐긴다. 그런데 경기 후 영국군이 '공중 집회를 금한다'라는 법을 어겼다는 이유로 이들을 급습하고, 이 과정에서 이름을 말하라는 영국군의 지시에 영어가 아닌 아일랜드의 고유어인 게일어로 대답하던 미하일 오 설리반이 화난 영국군에게 폭행당해 목숨을 잃고 만다. 데이미언은 이 일을 겪고도 IRA에 들어오라는 형의 권유를 거절하고 영국행 기차에 오른다. 중화기로 무장하고 압도적인 수를 가진 영국군에게 IRA 투쟁은 계란으로 바위 치기라는 것이 데이미언의 주장이었다. 그랬던 데이미언이었으나, 기차역에서 영국군의 무임승차를 거부하던 기관사가 영국군에게 폭행당하는 모습을 보고는 마음을 바꾸어 IRA에 투신한다.
IRA가 영국군을 습격하면 영국군은 그 몇 배로 보복하며 탄압하는, 피로 피를 씻는 투쟁이 계속된다. 그 와중에 해밀튼 경이라는 영국계 아일랜드인 지주는 하인인 크리스 레일리가 IRA 단원이라는 냄새를 맡고 그를 협박, IRA의 거점을 밀고하도록 만든다. 결국 테디와 데이미언을 비롯한 IRA 단원들은 모두 체포된다. 이때 리더인 테디는 영국군에게 열 손가락의 손톱을 모두 뽑히는 잔혹한 고문을 당하면서도 끝내 다른 IRA 동지들의 거점을 알려주는 것을 거부한다. 이들은 총살당할 위기에 처하지만, 고건이라는 아일랜드계 영국군 병사의 도움으로 무사히 탈옥하게 된다. 다만 이때 한 방의 열쇠를 고건이 갖고 있지 않았기 때문에 그 방의 동지들은 구해내지 못하고 이들은 순국한다.
탈출한 이들은 크리스의 배신(적극적으로 원해서 그런 것은 아니었지만)을 알게 되고, 비록 강압에 의한 것이었다 하더라도 배신행위를 그냥 둘 수는 없다는 결론을 내리게 된다. 결국 크리스와 그의 주인 해밀튼 경은 IRA에 의해 잡혀오게 된다. 데이미언과 크리스는 오래 알고 지내 온 친형제와도 같은 사이였지만, 데이미언은 자신의 손으로 크리스의 심장을 쏜다. 이후 그는 연인인 시네이드에게 그 슬픔을 토로하게 된다. "이렇게 우리를 바쳐 싸우는 아일랜드가 그럴 가치가 있기를 바란다."
계속된 항쟁으로 아일랜드에는 해방구가 늘어나게 되고, 이곳에서는 자치 정권이 수립되게 된다. 그런데 한 고리대금업자의 재판을 놓고 테디와 원칙파가 대립하게 된다. 상공업자들의 협력을 얻기 위해 그들에게 관용이 불가피하다는 테디의 주장에 대해 원칙파는 원칙론을 주장하며 "만약 그렇다면 영국 정부와 다를게 뭐냐?!"고 대립한다. 여기서 형제 간의 대립이 처음으로 암시된다.
마침내 투쟁 결과 영국과 아일랜드 간에 정전 협정이 체결되게 된다. 그러나 그 내용은 얼스터 6주(現 북아일랜드)를 영국령으로 남겨두고, 아일랜드는 공화국으로 완전 독립하는 것이 아니라 대영제국의 자치령인 아일랜드 자유국으로 남으며, 아일랜드 자유국 의원들은 영국 국왕에게 충성을 맹세해야 된다는 등 원칙파의 입장에서는 납득하기 힘든 것이었다. 이에 대해 조약 찬성론자들은 '완전 독립을 위한 일시적 발판'이라는 논리로 이들과 맞선다. 이 과정에서 테디는 조약 찬성론측이 되어 아일랜드 자유국의 장교가 되고, 데이미언은 이를 거부하여 새로이 만들어진 조약 반대파 IRA에 몸담게 된다.
결국 논쟁이 벌어지던 조약 반대파 동지들에게 포 코트의 항쟁 소식이 들려오고, 격노한 이들은 로리 오코너의 지휘 아래 결국 공화국 군인을 습격해서 무기를 뺏어가고 그들을 살상하며 전쟁으로 치닫는다. 결국 조약 찬성파와 반대파 사이에 전쟁이 발발하게 되고, 아일랜드 자유국 정부군과 조약 반대파 IRA의 이 싸움이 바로 아일랜드 내전이다. 조약 반대파의 아일랜드 자유국 정부군에 대한 습격행위에 대해 테디는 강압적인 수색 및 진압을 지시하게 된다. 이 과정에서 예전에 자신들의 무장투쟁 활동 당시 자신들을 숨겨주었던 민간인들의 집을, 영국군이나 다름없는 방식으로 폭압적으로 수색하게 된다. 내전 장면들은 의도적으로 영국군과의 투쟁과 비슷한 구도, 비슷한 흐름으로 촬영되었다.
하지만 강압적으로 행동하는 군인들은 수색당하는 민간인 어른들이 독립운동을 위해 숨겨 주고 밥을 주었던 바로 그 젊은이들이고, 로리 오코너가 이끄는 조약 반대파가 공화국군을 습격하자 공화국군 간부가 복면을 한 그를 알아보고 "어떻게 동포를 살해하느냐?!"며 분노하기도 한다. 옛 동지라서 복면을 해도 알아볼 수 있었기 때문. 이렇게 과거에 같이 싸웠고 전쟁 중에도 이름까지 서로 알 만큼 가까운 동포끼리 마치 영국군과 싸우듯이 부딪치는 장면은 이 영화에서 가장 진한 슬픔을 자아낸다.
결국 데이미언은 조약 반대파와 함께 지하 활동을 하게 되고, 자유국 정부의 무기를 훔쳐내다가 자유국 정부군에 사로잡힌다. 테디는 동생을 설득하여 전향하고 동료들의 위치를 밀고하라고 권유하지만 데이미언은 "내가 크리스 레일리의 심장을 쐈어. 왜 그랬는지 형도 알잖아?!"라는 말로 이를 거부한다. 테디는 결국 자신이 직접 동생을 처형하고 이를 동생의 연인인 시네이드에게 알리게 된다.
출처: https://web.archive.org/web/20140728020702/http://mirror.enha.kr/wiki/%EB%B3%B4%EB%A6%AC%EB%B0%AD%EC%9D%84%20%ED%9D%94%EB%93%9C%EB%8A%94%20%EB%B0%94%EB%9E%8C

## 아일랜드, 그 슬픈 역사의 땅
1차 대전이 한창이던 1916년 4월 부활절 기간 동안 아일랜드의 수도 더블린에서 무장봉기가 일어난다. IRB(Irish Republican Brotherhood)와 IV(Irish Volunteers), ICA(Irish Citizen Army)가 주축이 되어 일어난 이 사건은 곧 영국에 진압당했다. 그리고 이 사건을 주도했던 사회주의자 제임스 코널리(James Connolly)가 처형당했다.
1918년 11월 총선거에서 아일랜드의 독립에 반대하는 보수당이 우세한 북동지역을 제외하고 신페인(‘우리 자신’이라는 뜻)당이 다수의 의석을 얻었다. 그리고 신페인당은 아일랜드 의회를 설립, 아일랜드가 독립국임을 세계에 선언했다. 그러나 세계는 그들을 인정하지 않았고, 영국은 그들을 더욱 가혹하게 탄압하기 시작했다.
영국에 대항하기 위해서 IV는 IRA(Irish Republican Army)로 명칭을 바꾸고, 대대적인 투쟁에 들어간다. IRA는 주로 18세에서 30세의 젊은 청년들로 구성되었는데, 공장 노동자나 농부, 상점 직원 출신이 많았다. 몇몇은 1차대전에 참가했던 베테랑들로, 그들의 군사 기술은 IRA에 큰 도움이 되었다. 여자들은 Cumann na mBann를 조직, IRA간의 연결을 담당하고, 아일랜드 의회를 운영하는 역할을 맡았다.
1920년, 아일랜드 남부 지역에서 게릴라 투쟁이 집중적으로 일어났다. 아일랜드의 거센 항쟁에 영국은 아일랜드와 휴전 협정을 맺고, 그들의 자치를 허용한다. 그러나 북아일랜드 지역을 제외한다는 내용에 IRA는 반발하고, 결국 조약에 찬성하는 이들과 반대하는 이들로 분열하고 만다. 그리고 우여곡절 끝에 1922년 12월 아일랜드 자유국이 탄생한다.
아일랜드의 독립 투쟁은 1920년 아일랜드에서 일어난 특수한 사건이었다. 그러나 이 사건은 과거를 넘어 현재까지 이어지는 보편성을 가지고 있다. 켄 로치 감독은 역사는 언제나 나에게 무엇이 가장 중요한지를 일깨워주는 중요한 테마라고 말하며, 이 영화가 현재의 이라크전과 같은 사건들을 다시 생각해 볼 수 있는 기회가 되기를 바란다고 밝혔다.
출처. 씨네21

## 배역
- 킬리언 머피 (Cillian Murphy) - 데미엔 역
- 리암 커닝햄 (Liam Cunningham) - 댄 역
- 패드레익 들러니 (Padraic Delaney) - 테디 역
- 올라 피츠제럴드 (Orla Fitzgerald) - 시니드 역
- 마일스 호갠 (Myles Horgan) - 로리 역
- 다미엔 커니(Damien Kearney) - 핀바 역
- 메리 오리오던(Mary O'Riordan) - 페기 역
- 메리 머피(Marry Murphy) - 베르나데트 역
- 로렌스 베리(Laurence Berry) - 미케일 역
- 프랭크 부르크(Frank Bourke) - 레오 역
- 마틴 루시(Martin Lucey) - 콩고 역
- 아이던 오하레(Aidan O'Hare) - 스테디 보이 역
- 쉐인 케이시(Shane Casey) - 케빈 역
- 존 크린(John Crean) - 크리스 역
- 케이스 던피(Keith Dunphy) - 테렌스 역
- 키에란 헤가티(Kieran Hegarty) - 프란시스 역
- 제랄드 키어니(Gerard Kearney) - 도나차 역
- 쉐인 노트(Shane Nott) - 네드 역
- 케빈 오브라이언(Kevin O'Brian) - 팀 역

## 한국어 더빙 성우진(KBS)
- 김승준 - 데이미언(킬리언 머피)
- 이호인 - 테디(패드레익 들러니)
- 장광 - 댄(리암 커닝햄)
- 이윤선 - 콩고(마틴 루시)
- 정현경 - 시네드(올라 피츠제랄드)
- 서문석 - 네드(쉐인 노트) / 스위니(키어란 아른) / 신부(데니스 콘웨이)
- 이연희 - 페기(메리 오리어던) / 릴리(피오나 로턴)
- 조진숙 - 베르나데트(메리 머피)
- 이장원 - 핀바(다미엔 커니) / 해밀턴 경(로저 알람) / 영국 군인(톰 차녹)
- 안용욱 - 그리스(존 크린) / 네오(프랭크 버크)
- 이규석 - 스테디 보이(아이던 오하레) / 영국 군인(마크 웨이켈링)
- 위훈 - 로리(마일스 호갠)
- 유호한 - 팀(케빈 오브라이언) / 신부(숀 맥긴리)
- 최창석 - 테렌스(키스 던피) / 영국 군인(윌리엄 루앤)

## 수상정보
- 10회 광주국제영화제(2010) 초청Justice & Action(켄 로치)
- 10회 메가박스 유럽영화제(2009) 초청10th MEFF Anniversary(켄 로치)
- 7회 메가박스 유럽영화제(2006) 초청마스터 초이스(켄 로치)